# Антоан Дио
Антоан Дио (фр. Antoine Diot; Бург ан Брес, 17. јануар 1989) је француски кошаркаш. Игра на позицијама плејмејкера и бека, а тренутно наступа за Асвел.
Са репрезентацијом Француске освојио је златну медаљу на Европском првенству 2013. Са репрезентацијом Француске до 19 година освојио је бронзану медаљу на Светском првенству 2007.

## Успеси

### Клупски
- Ле Ман Сарт:
  - Куп лидера (1): 2009.
  - Куп Француске (1): 2009.

- Париз Левалоа:
  - Куп Француске (1): 2013.

- Стразбур ИГ:
  - Куп лидера (1): 2015.
  - Куп Француске (1): 2015.

- Валенсија:
  - Еврокуп (1): 2018/19.
  - Првенство Шпаније (1): 2016/17.
  - Суперкуп Шпаније (1): 2017.

### Појединачни
- Најкориснији играч Купа лидера (1): 2015.
- Најкориснији играч Европског првенства до 16 година (1): 2005.

### Репрезентативни
- Светско првенство:
  -  2014.
- Европско првенство:
  -  2013.
- Светско првенство до 19 година:
  -  2007.
- Европско првенство до 20 година:
  -  2009.
- Европско првенство до 18 година:
  -  2006.
- Европско првенство до 16 година:
  -  2004.
  -  2005.